# Тобіас Вельц
Тобіас Вельц (нім. Tobias Welz; нар. 11 липня 1977 року, Вісбаден, Німеччина) — німецький футбольний арбітр, арбітр ФІФА з 2013.

## Кар'єра
З 1999 Тобіас починає судити матчі нижчих ліг чемпіонату Німеччини, суддя DFB. З 2004 року він судить матчі другої Бундесліги та залучається як помічник головного арбітра до матчів Бундесліги. З сезону 2010/11 обслуговує матчі Бундесліги як головний арбітр. Дебютний матч відбувся 28 серпня 2010 між командами Нюрнберг та Фрайбург.
З 2013 Тобіас арбітр ФІФА.
З 2013 обслуговує матчі національних збірних зони УЄФА.

## Матчі національних збірних
| Дата              | Місце проведення          | Збірні                  | Рахунок | Турнір               | ЖК | YK · YK · RK | RK |
| ----------------- | ------------------------- | ----------------------- | ------- | -------------------- | -- | ------------ | -- |
| 17 листопада 2013 | Люксембург, Люксембург    | Люксембург – Чорногорія | 1 – 4   | Товариський матч     | 3  | 0            | 0  |
| 12 червня 2015    | Андорра-ла-Велья, Андорра | Андорра – Кіпр          | 1 – 2   | Кваліфікація ЧЄ 2016 | 5  | 0            | 0  |